# Halifax (Nouvelle-Écosse)
Pour les articles homonymes, voir Halifax.
La municipalité régionale d'Halifax (en anglais : Halifax Regional Municipality), communément appelée Halifax, anciennement en français Chibouctou (en micmac : K'jipuktuk), est la capitale de la province canadienne de Nouvelle-Écosse. Elle est aussi le siège de la Couronne provinciale de Nouvelle-Écosse et la plus grande municipalité des provinces de l'Atlantique.
La ville est un grand centre économique avec beaucoup de services gouvernementaux et d'entreprises du secteur privé. Les grands employeurs sont le ministère de la Défense nationale, différents services du gouvernement fédéral canadien ainsi que le port d'Halifax.

## Situation
La population de la ville est de 390 000 habitants en 2011. En 2025, la population est  estimée à 471 559 habitants. Elle est l'un des plus grands ports de pêche au monde et la plus grande base navale militaire canadienne. Halifax constitue la ville la plus peuplée sur la côte atlantique du Canada. Elle est en cela la deuxième ville côtière du pays, après Vancouver, en Colombie-Britannique. La ville regroupe environ 40 % de la population de la Nouvelle-Écosse et 15 % de celle des provinces atlantiques.
Halifax est l'une des plus vieilles villes du Canada puisqu'elle est fondée le 21 juin 1749, Edward Cornwallis arrivant dans le port de Chebucto, précédant 2 567 colons. La ville est alors un avant-poste britannique. Elle est le siège de la North America and West Indies Station (Station d'Amérique du Nord et des Antilles) de la Royal Navy.
En 1917, Halifax est le site de la plus grande explosion créée par l'Homme avant le bombardement atomique d'Hiroshima en 1945 : l'explosion du Mont Blanc, navire de munitions français.
L'ouragan Juan touche Halifax le 29 septembre 2003. Il est le plus grand ouragan que connaît Halifax depuis 1893. La tempête cause beaucoup de problèmes à la ville car elle est l'une des plus puissantes et des plus destructrices jamais observées au Canada.

## Histoire

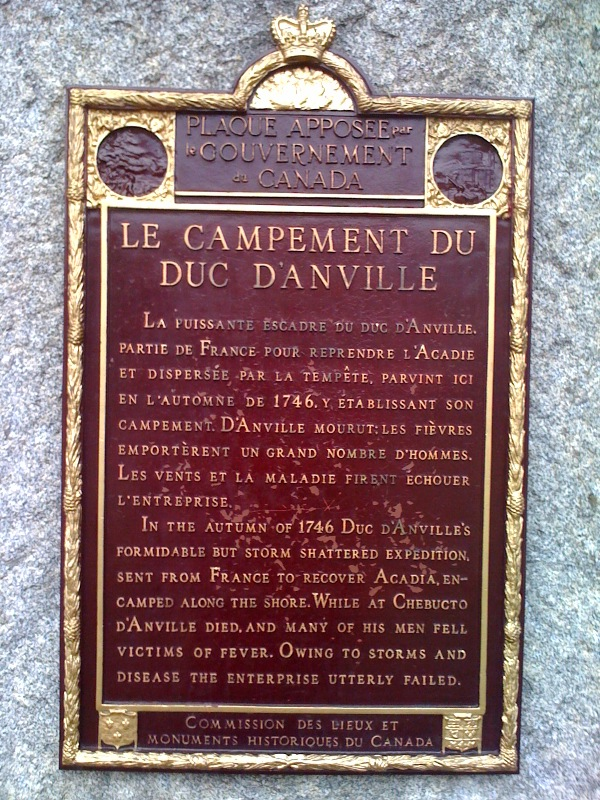
Plaque installée par le Gouvernement du Canada à Halifax.

Halifax était appelée Chebucto (le plus grand port) (aussi Chibouctou en français) à l'origine par les Autochtones micmacs qui vivaient là. Faisant partie de l'Acadie mais plusieurs fois contestée entre la Nouvelle-France et la Nouvelle-Angleterre, de nombreux combats eurent lieu dans la région. En 1746, Louisbourg avait été capturé par les Anglais, le prêtre missionnaire Jean-Louis Le Loutre était devenu la liaison entre les colons acadiens et les expéditions françaises par mer ou terre. Les autorités avaient donné les instructions de recevoir dans la baie de Chibouctou la flotte française. Le Loutre était la seule personne capable de connaître les signaux qui pouvaient identifier l'escadre française de l'expédition du duc d'Anville, conduite par l'amiral Jean Baptiste Louis Fréderic de la Rochefoucauld, duc d'Anville, qui est parvenue à grand peine à Chibouctou avant d'être décimée par le typhus et le scorbut : huit mille hommes périssent dans ce désastre connu sous le nom de « campagne de Chibouctou ».
Après quelques années, la ville d'Halifax a été fondée par le général Edward Cornwallis le 9 juillet 1749 comme avant-poste militaire pour les Britanniques dans le but d'attirer des colons et de concurrencer le port français de Louisbourg, dans l'île du Cap-Breton. Le siège du gouvernement de la Nouvelle-Écosse avait été transféré d'Annapolis Royal à Halifax le 12 juillet 1749.
L'avant-poste a été nommé en l'honneur de George Montagu-Dunk, le 2e comte d'Halifax (ville du comté du Yorkshire de l'Ouest, dans le nord de l'Angleterre), qui était le président du bureau de commerce britannique. En 1758, promu contre-amiral de l’escadre bleue, Philip Durell demeura en Amérique pour l'hiver à titre de commandant en chef. Il avait pour mission de choisir un endroit propice à Halifax pour abriter et réparer les navires de la Royal Navy.

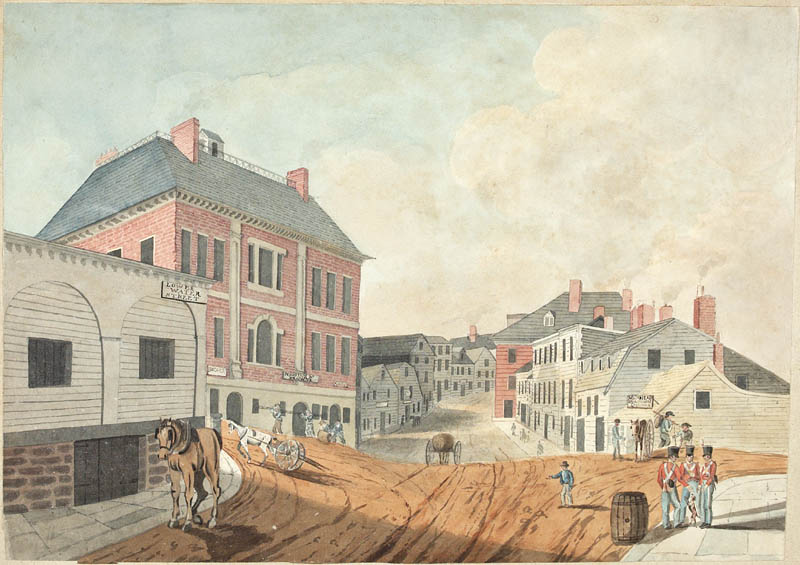
La rue Lower Water, vue depuis la porte de la garde, Halifax (Nouvelle-Écosse), juin 1823.

Halifax était une base militaire idéale, étant située sur un des plus grands ports naturels au monde, et pouvant être bien protégée par des batteries situées sur l'île McNabs, sur le bras de mer du Nord-Ouest (en) (en anglais : North-West Arm), sur le cap où se trouve l'actuel Point Pleasant Park (en), et sur le site qui est devenu la Redoute-York. Il y a également une grande colline donnant sur le port, sur laquelle a été établie une citadelle. Halifax devient l'un des ports les plus importants du monde.
L'hôtel de ville d'Halifax a été construit entre 1890.
Après le naufrage du Titanic en 1912, l'effort de recherche a été coordonné à Halifax : 121 des 328 corps récupérés ont été enterrés au cimetière de Fairview (en), 19 autres victimes ont été enterrées au cimetière Mount Olivet (en) ainsi que 10 au cimetière Baron de Hirsch (en).

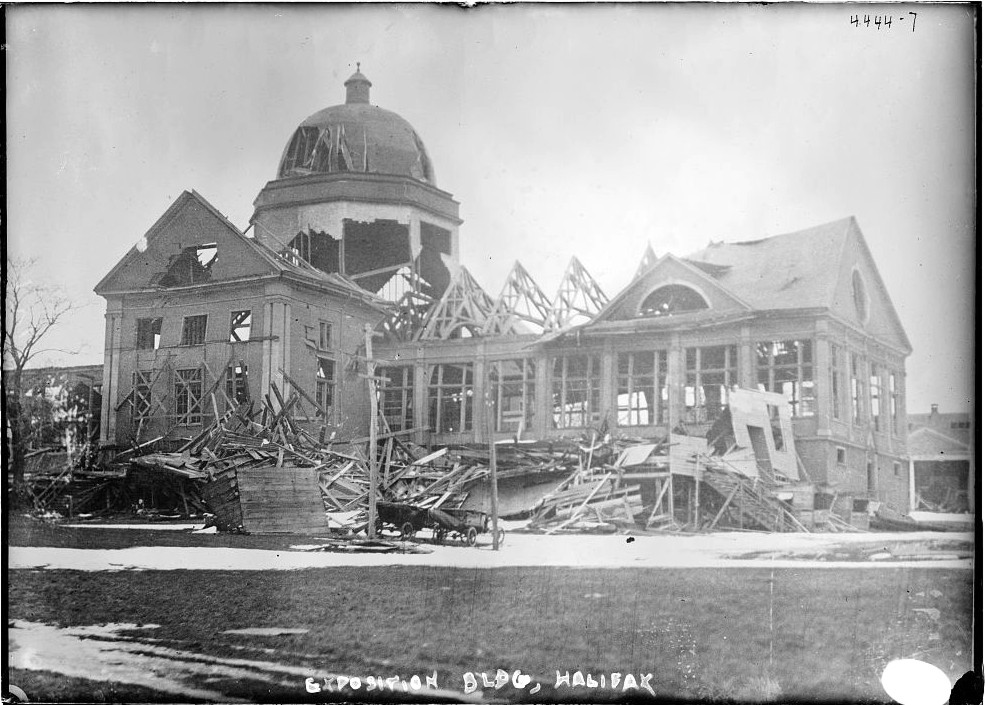
Bâtiment partiellement soufflé par l'explosion d'un navire contenant des explosifs dans le port.

Pendant la Première et la Seconde Guerre mondiale (convois HX), les convois de bateaux se réunissaient dans le bassin de Bedford, dans le port d'Halifax, avant de se diriger vers l'Europe en traversant l'océan Atlantique. Le 6 décembre 1917, un matin particulièrement brumeux, la plus grande explosion d'origine humaine avant les armes nucléaires, l'explosion d'Halifax, s'est produite dans le port : un bateau norvégien, l'Imo, heurte un bateau français chargé de munitions, le Mont Blanc, qui explose et fait plus de 2 000 morts et 3 000 blessés (d'autres sources font état de 9 000 blessés), 3 000 immeubles détruits, 25 000 sans abris. La détonation est entendue à plus de 400 kilomètres.

Halifax, rue Campbell avant et après l'explosion de 1917.
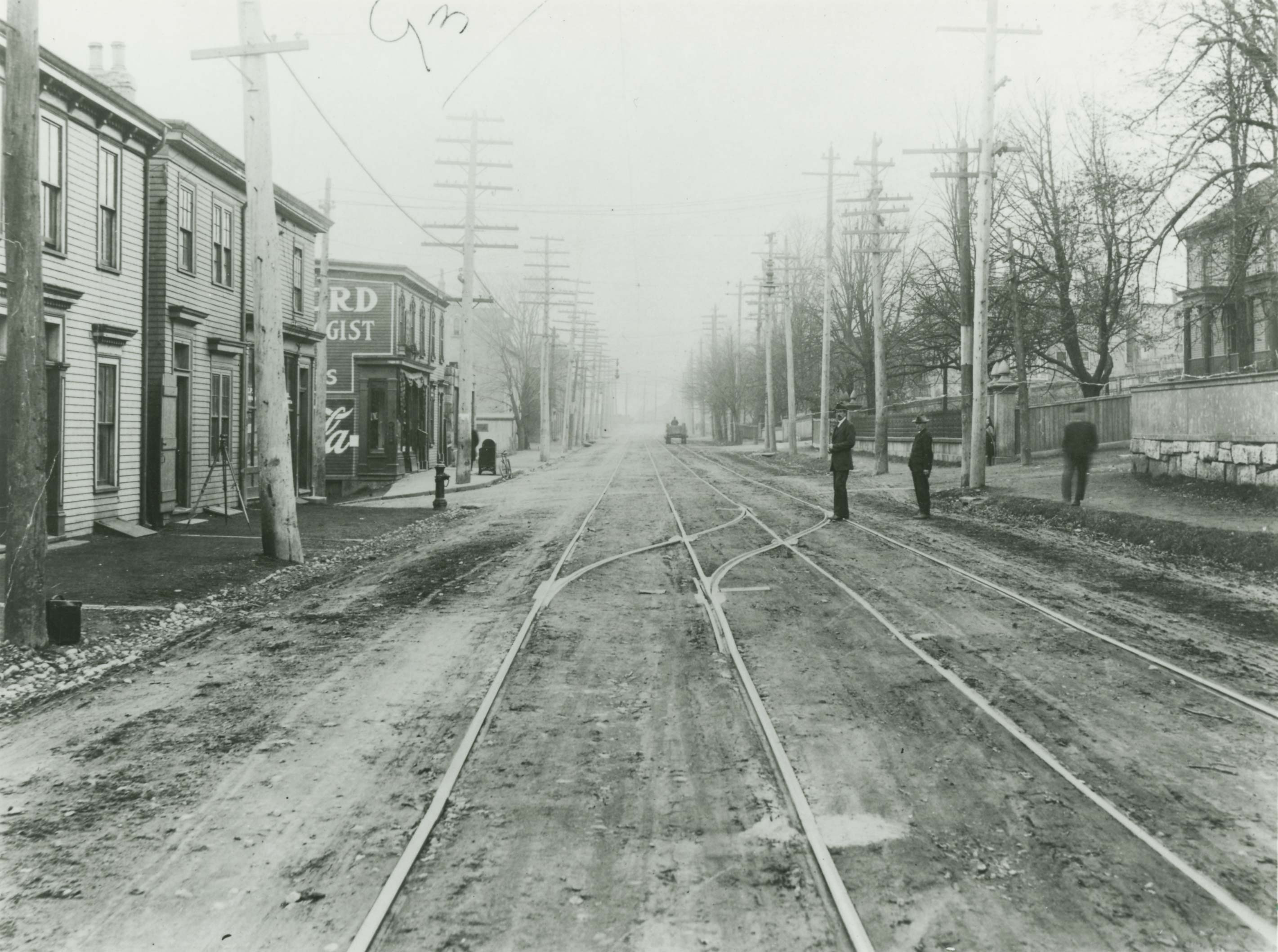
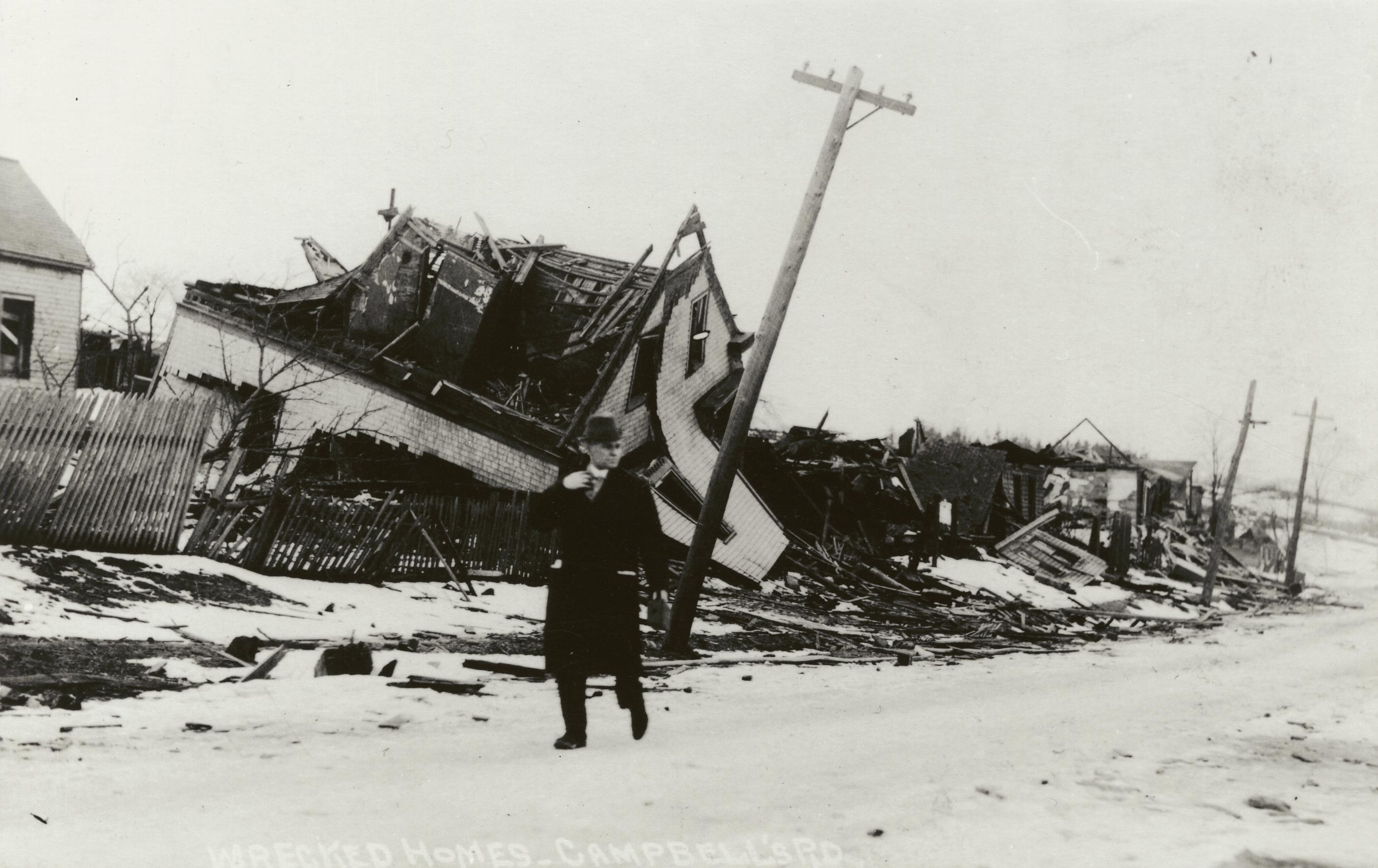

Pendant les années 1960, le quartier de la communauté noire d'Africville, au nord d'Halifax, a été démoli et ses résidents ont été déplacés afin de libérer de nouveaux espaces à usage industriel et pour l'aménagement du pont A. Murray Mackay.
Dans les années 1960, 70 et 80, la croissance des banlieues d'Halifax était beaucoup plus faible que dans beaucoup de villes canadiennes comparables. C'était en partie en raison d'une économie plus faible et d'une plus petite base de population que, par exemple, dans le centre du Canada, mais également en raison d'une politique délibérée du gouvernement local pour limiter la croissance suburbaine. Dans les années 1990, les promoteurs privés ont obtenu plus de permis de construction, comme ils le souhaitaient depuis longtemps. Aujourd'hui, Halifax est plus dense que la plupart des villes canadiennes bien que de grandes étendues pavillonnaires se soient développées à Dartmouth et Sackville. Vers la fin des années 1990, on a développé le parc industriel et commercial du lac Bayers, où sont regroupés des commerces de style entrepôt. Ce parc est devenu un important centre commercial pour la ville et la province.
Dans les années 1990, comme beaucoup d'autres villes canadiennes, Halifax a fusionné avec ses banlieues sous un gouvernement municipal unique, la municipalité régionale d'Halifax, plutôt que plusieurs administrations municipales distinctes. Bien que les villes dans d'autres provinces affectées par le regroupement aient maintenu leurs noms originaux, Halifax est souvent désignée sous le nom de HRM (Halifax Regional Municipality), particulièrement dans les médias.
La ville accueille le sommet du G7 1995.
Après des décennies de discussion, une entente a été conclue en 2003 pour la construction de plusieurs installations de traitement des eaux usées autour du port. Des eaux usées ont été traitées pour la première fois en 2006. En août 2009, l'usine d'épuration a été endommagée à la suite de pluies torrentielles et elle est restée hors service jusqu'en juin 2010.
Le 29 septembre 2003, Halifax a été frappée par l'ouragan Juan, le plus fort ouragan qu'ait connu la ville depuis 1893. La tempête a causé des problèmes sérieux à la ville pendant une semaine. La ville entière a été privée d'électricité pendant une brève période et elle a mis deux semaines à rétablir l'électricité dans tous les secteurs. Pendant l'ouragan plusieurs personnes ont été tuées : une mère et deux enfants ont été tués dans un incendie de maison provoqué par une bougie, un employé des services paramédicaux a été tué au centre d'Halifax quand un arbre s'est écrasé sur son ambulance et un homme du comté de Hants a été tué par la chute d'un arbre. Cinq mois plus tard, la ville était ensevelie sous 95 cm de neige par une tempête hivernale surnommée le Juan blanc.
Halifax accueillit la XXIXe finale des Jeux de l'Acadie en 2008.

### La tour de l'horloge
Peut-être le symbole le plus reconnaissable de la ville est l'horloge qui domine le centre-ville de la colline de la Citadelle. Le prince Édouard, duc de Kent, l'a fait construire en 1800 lorsqu'il était commandant des forces armées britanniques en Nouvelle-Écosse et au Nouveau-Brunswick. Étant très exact lui-même, il exigeait que les habitants de la ville le soient également, raison pour laquelle l'horloge était située pour être visible de partout dans la vieille ville.

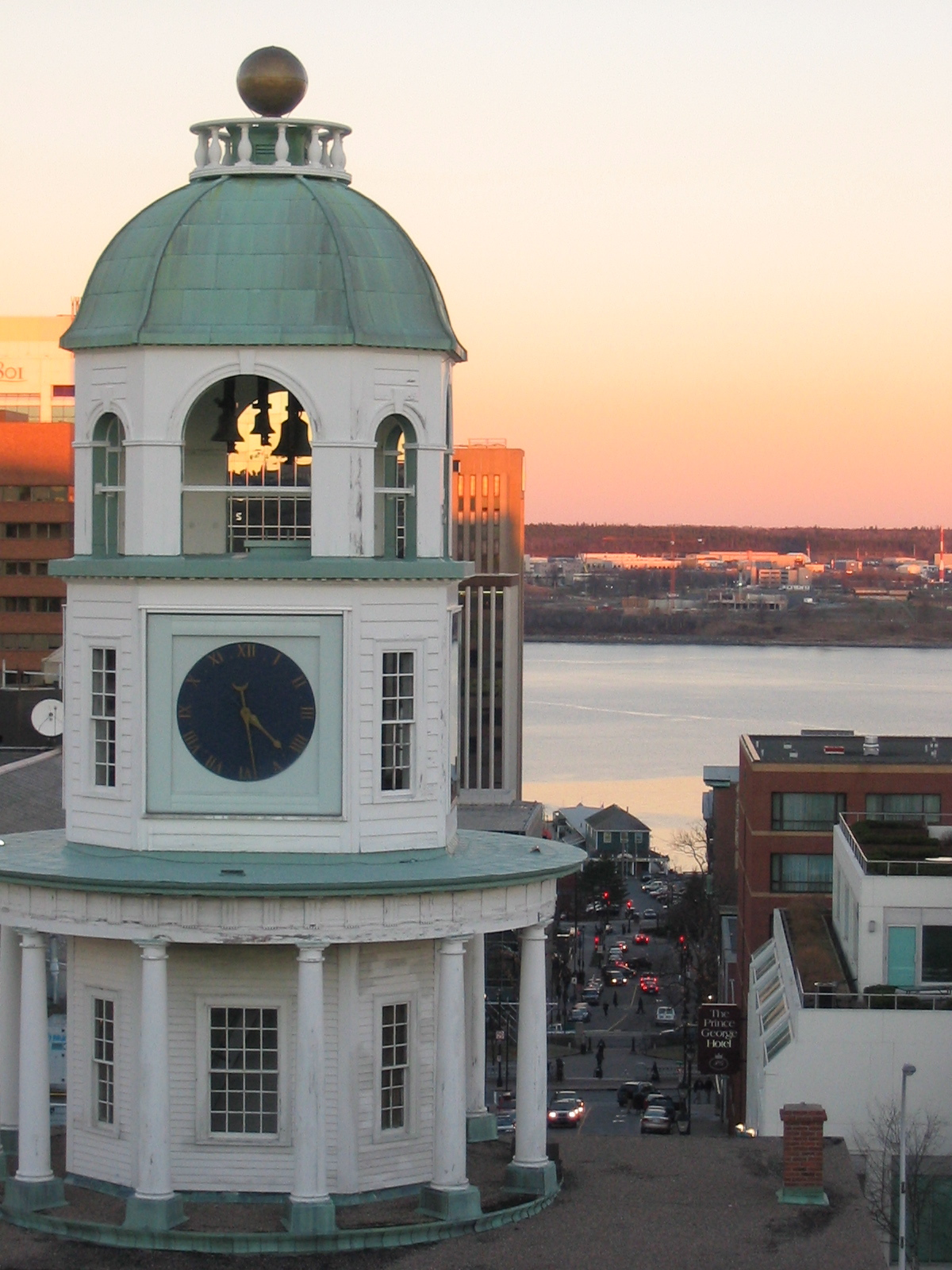
Tour de l'horloge.

## Géographie
Halifax est située sur la côte sud de la Nouvelle-Écosse, au sud du 45e parallèle, à une latitude comparable à la ville de Bordeaux en France.
La ville est construite sur une série de plateaux et collines autour du port d'Halifax ; le centre-ville est situé sur une péninsule centrale. Les faubourgs incluent beaucoup de villages de pêcheurs.

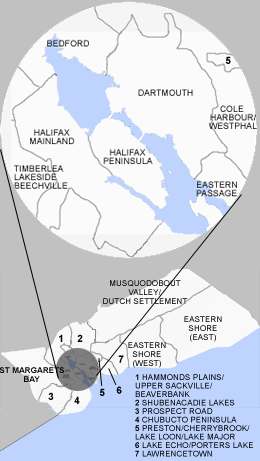
Carte d'Halifax avec toutes les municipalités fusionnées.

## Politique et administration

### Conseil
Le conseil municipal d'Halifax est composé du maire et de 16 conseillers municipaux. Andy Fillmore est maire depuis le 5 novembre 2024.

### Hôtel de ville
L'hôtel de ville est situé au 1841 rue Argyle. Il a été construit entre 1887 et 1890.

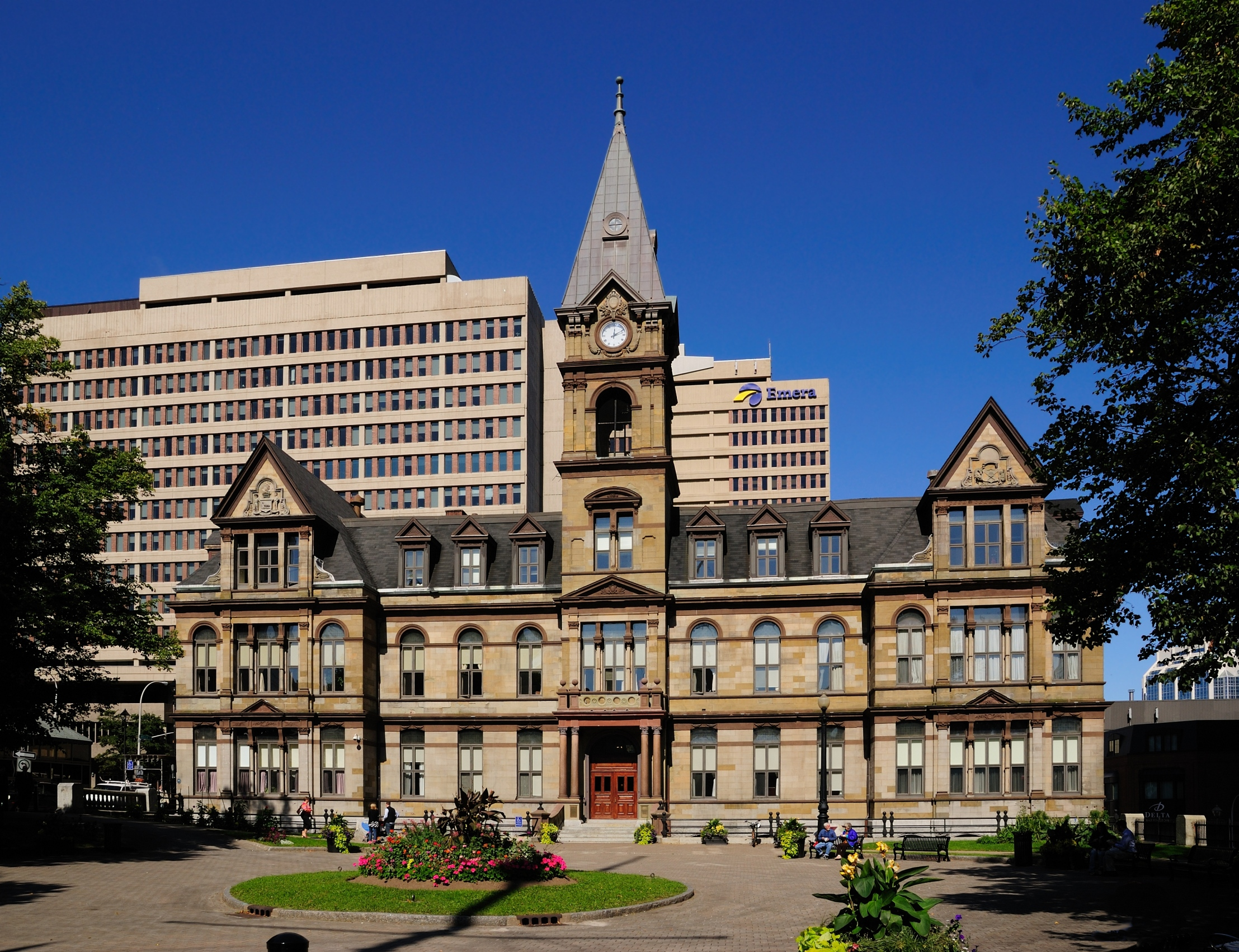
L'hôtel de ville d'Halifax.

### Représentation fédérale
La ville d'Halifax est comprise dans deux circonscriptions électorales fédérales :
- Halifax : cette circonscription est vacante depuis la démission d'Andy Fillmore en 2024.
- Halifax-Ouest : depuis 2021, la députée de cette circonscription est Lena Diab.

## Population et société

### Démographie
Selon le recensement de la population de 2016 de Statistique Canada, la municipalité régionale d'Halifax compte une population de 403 131 personnes vivant dans 173 324 de ses 187 338 logements privés, soit une variation de 3,3 % par rapport à sa population de 390 086 habitants en 2011. Avec une superficie de 5 490,35 km2, la ville a une densité de population de 73,4 /km2 en 2016. En 2016, 15 % de la population avait 14 ans ou moins, tandis que 16 % avaient 65 ans et plus.
| 2001    | 2006    | 2011    | 2016    |
| ------- | ------- | ------- | ------- |
| 359 111 | 372 679 | 390 086 | 403 131 |

### Langues
La ville d'Halifax est à grande majorité anglophone (89,6 %). En janvier 2018 la ville compte 40 000 habitants francophones, dont 10 000 de langue maternelle (2,6 %) et 345 dont c'est la seule langue. La municipalité décide à cette date de publier l'ensemble de ses avis municipaux en français. La troisième langue maternelle des habitants est l'arabe (1,6 %).
Langues maternelles des habitants d'Halifax (2016)
| Rang | Langue   | Nombre de locuteurs | Pourcentage |
| ---- | -------- | ------------------- | ----------- |
| 1.   | Anglais  | 353 165             | 89,6 %      |
| 2.   | Français | 10 140              | 2,6 %       |
| 3.   | Arabe    | 6 430               | 1,6 %       |
| 4.   | Mandarin | 3 950               | 1 %         |
| 5.   | Tagalog  | 1 420               | 0,4 %       |
| 6.   | Espagnol | 1 375               | 0,3 %       |
| 7.   | Allemand | 1 205               | 0,3 %       |
| 8.   | Russe    | 1 150               | 0,3 %       |
| 9.   | Persan   | 1 145               | 0,3 %       |

### Religion

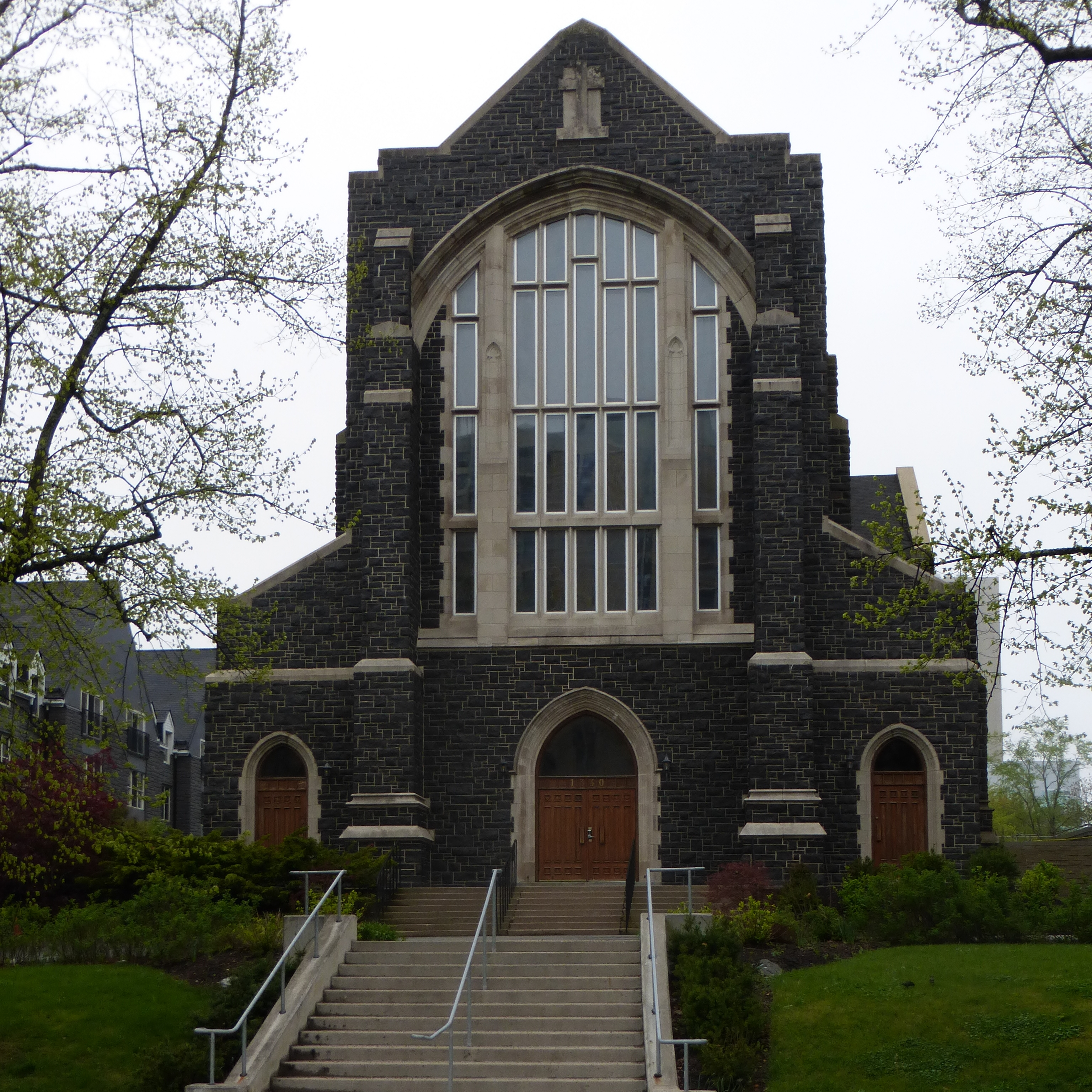
Cathédrale de tous les saints d'Halifax.

85 % de la population de la ville est chrétienne tandis que 13 % se déclare sans affiliation religieuse. 1 % est musulmane, juive, bouddhiste, hindoue ou sikh. Les catholiques relèvent surtout de l’Archidiocèse de Halifax-Yarmouth tandis que les anglicans (protestants) du Diocèse anglican de Nova Scotia & PEI.
Parmi les édifices religieux notables de la ville figure la Cathédrale de tous les saints d'Halifax.

## Économie
La Chambre de commerce d'Halifax réunit 16 000 membres et a comme principal objectif de faire la promotion des intérêts économiques locaux,.

## Transports
La région d'Halifax est desservie par l'aéroport international Stanfield d'Halifax et par le port d'Halifax.

## Climat
Halifax bénéficie d'un climat continental des façades orientales à la fois froid et humide (type Dfb selon la classification de Koppen). Les hivers sont généralement moins sévères que dans la plupart des villes du Canada, et les conditions sont souvent mouillées en hiver, alors que la majorité du Canada est très froide et enneigée. Cependant, Halifax est normalement enneigée de décembre à mars. Il tombe en moyenne 261 cm de neige par an. Le printemps et l'automne sont cléments, avec beaucoup de brouillard. L'automne est souvent très agréable. Les ouragans sont rares, mais connus. Cependant, les tempêtes sévères sont fréquentes, et la pluie davantage, essentiellement à cause de la localisation de la ville sur la côte atlantique.
| Mois                                  | jan.       | fév.       | mars       | avril      | mai       | juin      | jui.      | août      | sep.      | oct.      | nov.       | déc.       | année           |
| ------------------------------------- | ---------- | ---------- | ---------- | ---------- | --------- | --------- | --------- | --------- | --------- | --------- | ---------- | ---------- | --------------- |
| Température minimale moyenne (°C)     | −8,2       | −7,5       | −3,9       | 1          | 5,8       | 10,7      | 14,4      | 15,1      | 11,8      | 6,4       | 1,5        | −4,3       | 3,6             |
| Température moyenne (°C)              | −4,1       | −3,6       | −0,2       | 4,9        | 10,1      | 15,2      | 18,8      | 19,1      | 15,5      | 9,9       | 4,8        | −0,8       | 7,5             |
| Température maximale moyenne (°C)     | −0,1       | 0,4        | 3,6        | 8,7        | 14,4      | 19,6      | 23,1      | 23,1      | 19,3      | 13,4      | 8,1        | 2,8        | 11,4            |
| Record de froid (°C) date du record   | −27,2 1920 | −29,4 1922 | −23,3 1920 | −13,9 1874 | −5 1867   | 0 1915    | 4,4 1912  | 3,9 1910  | −1,7 1904 | −7,2 1868 | −15,6 1875 | −25,6 1914 | −29,4 18/2/1922 |
| Record de chaleur (°C) date du record | 14 1995    | 16 1994    | 28,2 2012  | 28,3 1945  | 33,3 1977 | 34,4 1909 | 37,2 1912 | 34,4 1928 | 34,6 2010 | 31,1 1930 | 23,3 1956  | 16,7 1950  | 37,2 10/7/1912  |
| Ensoleillement (h)                    | 109,5      | 127,2      | 142,8      | 156,6      | 193,3     | 220,7     | 235,2     | 226,6     | 180,5     | 157,8     | 107,4      | 105,2      | 1 962,5         |
| Précipitations (mm)                   | 139,7      | 110,1      | 132,5      | 118,3      | 119,1     | 111,8     | 110,3     | 96,4      | 108,9     | 124,3     | 151,4      | 145,1      | 1 468,1         |
| dont neige (cm)                       | 43,1       | 35         | 31,2       | 7          | 0,8       | 0         | 0         | 0         | 0         | 0,1       | 7,8        | 29,2       | 154,2           |
| Nombre de jours avec précipitations   | 13,8       | 11,6       | 13,1       | 15,2       | 15,8      | 13,6      | 12,1      | 11,1      | 11,7      | 14,1      | 15,3       | 14,5       | 161,8           |
| Nombre de jours avec neige            | 6,8        | 6,1        | 4,1        | 1,6        | 0,2       | 0         | 0         | 0         | 0         | 0,1       | 1,2        | 5,2        | 25,3            |

| Diagramme climatique                                  |              |              |           |              |               |               |              |               |              |             |              |
| J                                                     | F            | M            | A         | M            | J             | J             | A            | S             | O            | N           | D            |
| −0,1−8,2139,7                                         | 0,4−7,5110,1 | 3,6−3,9132,5 | 8,71118,3 | 14,45,8119,1 | 19,610,7111,8 | 23,114,4110,3 | 23,115,196,4 | 19,311,8108,9 | 13,46,4124,3 | 8,11,5151,4 | 2,8−4,3145,1 |
| Moyennes : • Temp. maxi et mini °C • Précipitation mm |              |              |           |              |               |               |              |               |              |             |              |

| Mois                                  | jan.       | fév.       | mars       | avril      | mai       | juin      | jui.      | août     | sep.      | oct.      | nov.       | déc.       | année           |
| ------------------------------------- | ---------- | ---------- | ---------- | ---------- | --------- | --------- | --------- | -------- | --------- | --------- | ---------- | ---------- | --------------- |
| Température minimale moyenne (°C)     | −10,4      | −9,7       | −5,7       | −0,3       | 4,6       | 9,7       | 13,7      | 13,7     | 9,7       | 4,2       | −0,4       | −6,4       | 1,9             |
| Température moyenne (°C)              | −5,9       | −5,2       | −1,3       | 4,4        | 10        | 15,1      | 18,8      | 18,7     | 14,6      | 8,7       | 3,5        | −2,4       | 6,6             |
| Température maximale moyenne (°C)     | −1,3       | −0,6       | 3,1        | 9,1        | 15,3      | 20,4      | 23,8      | 23,6     | 19,4      | 13,1      | 7,3        | 1,7        | 11,3            |
| Record de froid (°C) date du record   | −28,5 1993 | −27,3 1993 | −22,4 1989 | −12,8 1995 | −4,4 1966 | 0,6 1975  | 6,1 1970  | 4,4 1965 | −0,8 1989 | −6,7 1974 | −13,1 1978 | −23,3 1980 | −28,5 31/1/1993 |
| Record de chaleur (°C) date du record | 14,8 1999  | 17,5 1994  | 27,2 2012  | 29,5 2009  | 32,8 1977 | 33,4 2001 | 33,9 1963 | 35 1995  | 34,2 2010 | 25,8 1990 | 19,4 1961  | 16,3 2008  | 35 1/8/1995     |
| Précipitations (mm)                   | 134,3      | 105,8      | 120,1      | 114,5      | 111,9     | 96,2      | 95,5      | 93,5     | 102       | 124,9     | 154,2      | 143,3      | 1 396,2         |
| dont neige (cm)                       | 58,5       | 45,4       | 37,1       | 15,9       | 2         | 0         | 0         | 0        | 0         | 0,4       | 16,6       | 45,4       | 221,2           |
| Nombre de jours avec précipitations   | 18,7       | 15,2       | 15,1       | 14,8       | 13,7      | 12,9      | 11,3      | 11       | 10,2      | 12,1      | 15,1       | 17,4       | 167,4           |
| Humidité relative (%)                 | 73         | 67,4       | 64,5       | 62,9       | 61,9      | 62,6      | 63        | 62,9     | 64,4      | 66,9      | 73,2       | 75,5       | 66,5            |
| Nombre de jours avec neige            | 14,6       | 12         | 9,6        | 5,2        | 0,61      | 0         | 0         | 0        | 0         | 0,14      | 3,9        | 11,7       | 57,7            |

| Diagramme climatique                                  |               |              |              |              |             |              |              |            |              |              |              |
| J                                                     | F             | M            | A            | M            | J           | J            | A            | S          | O            | N            | D            |
| −1,3−10,4134,3                                        | −0,6−9,7105,8 | 3,1−5,7120,1 | 9,1−0,3114,5 | 15,34,6111,9 | 20,49,796,2 | 23,813,795,5 | 23,613,793,5 | 19,49,7102 | 13,14,2124,9 | 7,3−0,4154,2 | 1,7−6,4143,3 |
| Moyennes : • Temp. maxi et mini °C • Précipitation mm |               |              |              |              |             |              |              |            |              |              |              |

## Éducation

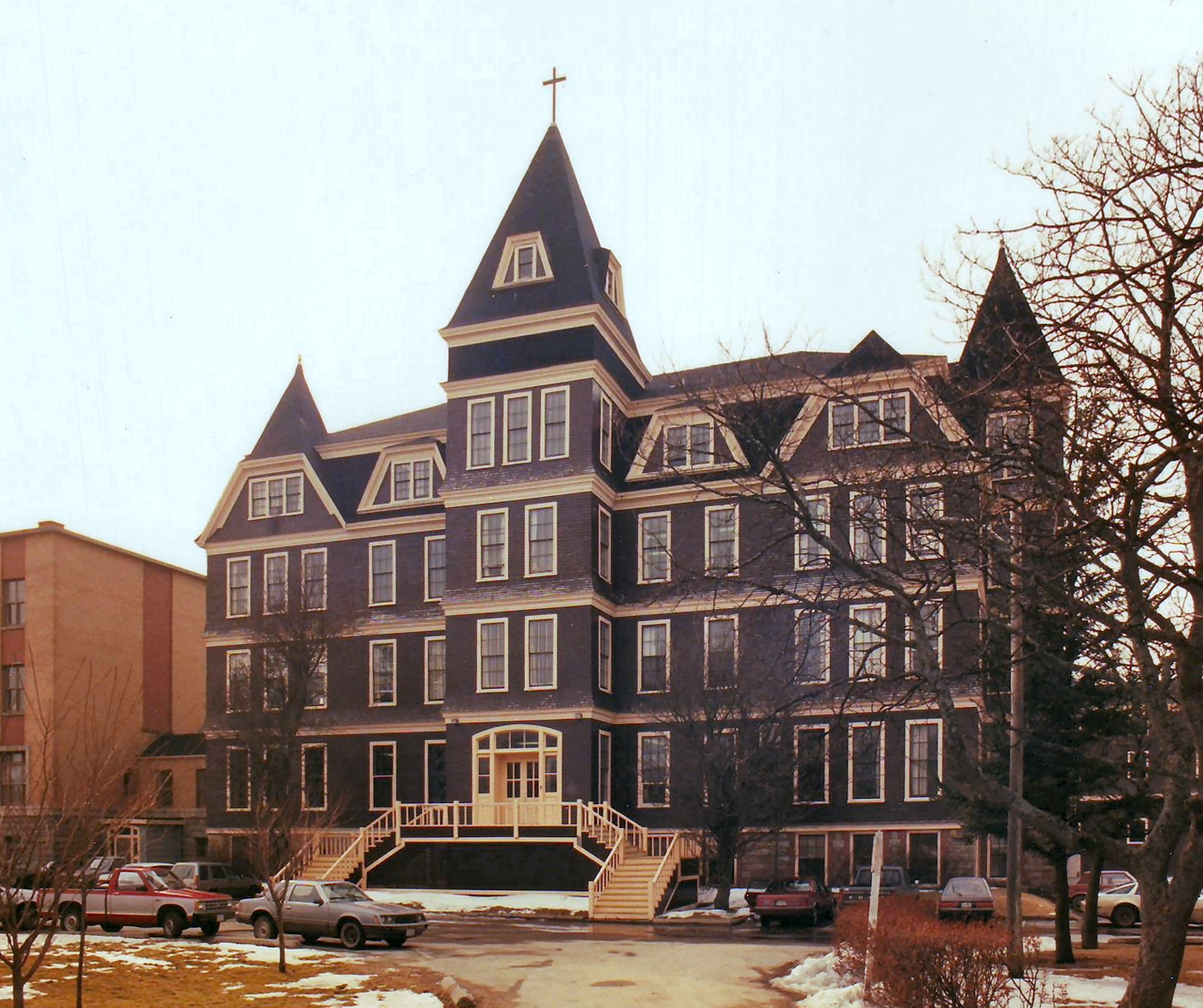
L'université Sainte-Anne est une université francophone de la ville d'Halifax.

Il y a six universités à Halifax : l'université Dalhousie, l'université Saint Mary, l'université de King's College, l'université Mount Saint Vincent, le Nova Scotia College of Art and Design et le campus d'Halifax de l'université Sainte-Anne.

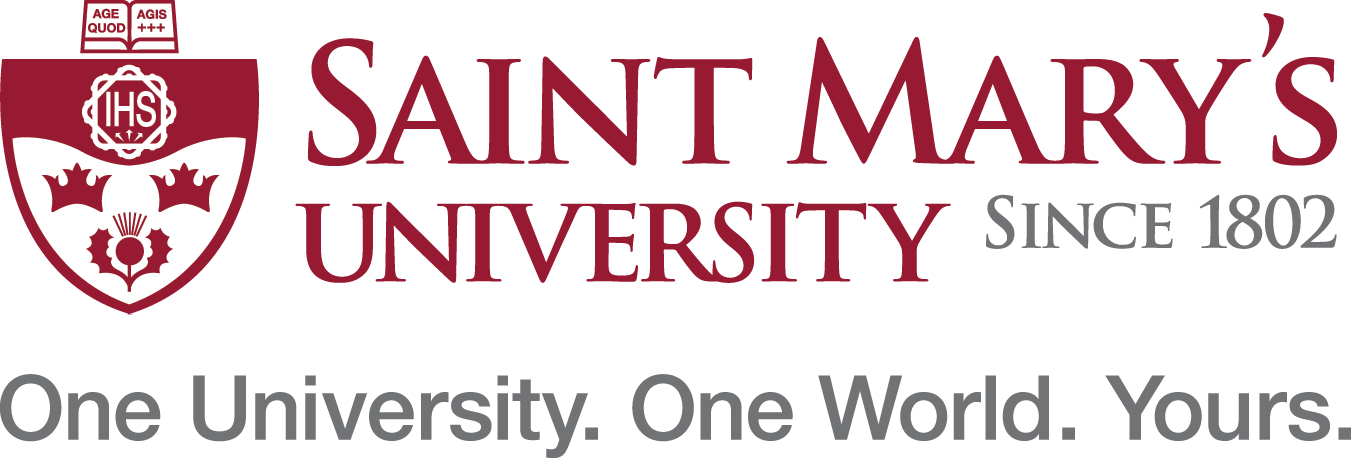
L'université Saint Mary.

## Club sportifs

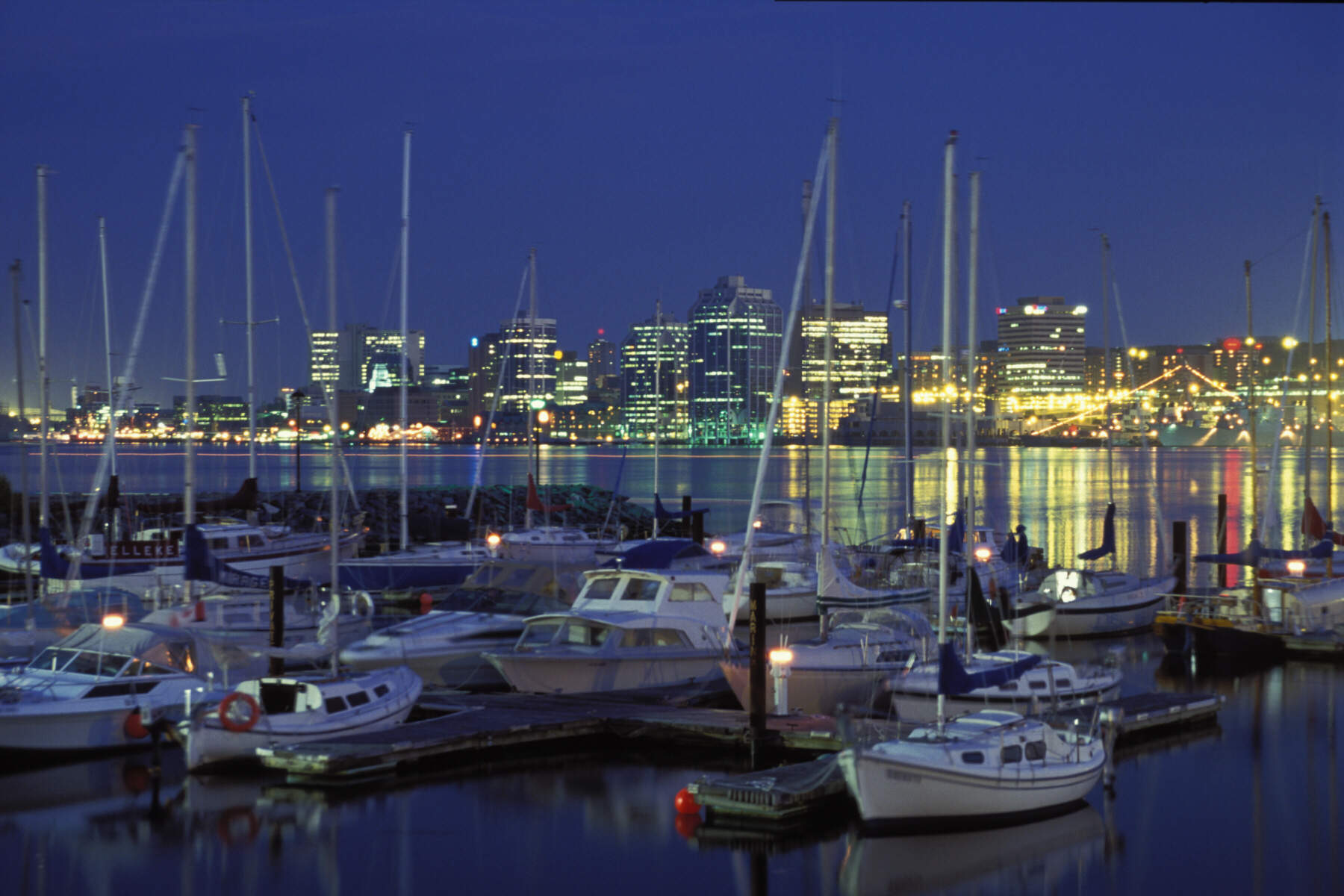
Port d'Halifax vue de Dartmouth.

Hockey : les Mooseheads d'Halifax jouent dans la LHJMQ (Ligue de hockey junior Maritimes Québec), dans la Division Maritimes, en compagnie des Islanders de Charlottetown, des Screaming Eagles du Cap-Breton, des Sea Dogs de Saint-Jean, du Titan d'Acadie-Bathurst et des Wildcats de Moncton.
Basketball : le Rainmen d'Halifax fait partie de la Ligue nationale de basketball du Canada, dans la division Atlantique, en compagnie de l'Island Storm de l'Île-du-Prince-Édouard, des Miracles de Moncton, du Jazz de Montréal et des Mill Rats de Saint-Jean.
Box Lacrosse : les Thunderbirds d'Halifax (en) jouent en NLL (National Lacrosse League), dans la division Nord, en compagnie du Rock de Toronto, des Bandits de Buffalo et des Knighthawks de Rochester.

## Jumelage
Halifax est jumelée avec Hakodate (Japon) et Norfolk (Virginie).

## Personnalités

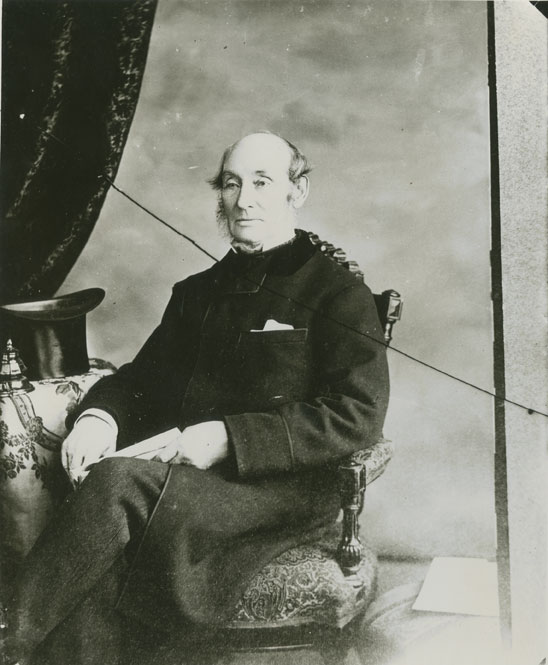
William Annand

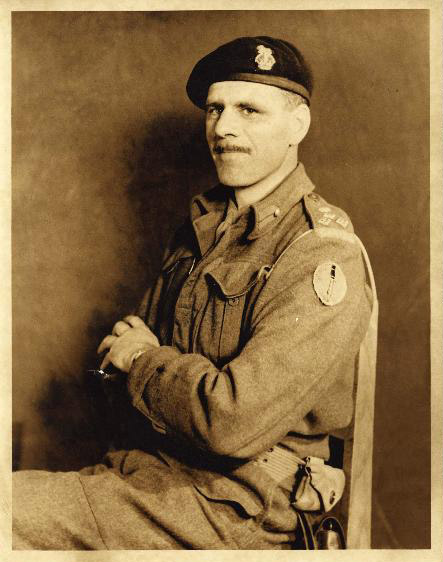
Le général Harry Wickwire Foster

- Gilbert Stuart Newton (2 septembre 1795 - 5 août 1835) artiste peintre britannique né à Halifax
- William Annand (1808-1887), ancien Premier ministre de la Nouvelle-Écosse ;
- Sharon Carstairs (1942-), femme politique ;
- Philip Carteret Hill (1821-1894), ancien Premier ministre de la Nouvelle-Écosse ;
- Michael Hannan (1821-1882), archevêque d'Halifax ;
- Cornelius O'Brien (1843-1906), archevêque d'Halifax ;
- Sidney Crosby (1987-), joueur professionnel de hockey ;
- Darrell Dexter (1957-), ancien Premier ministre de la Nouvelle-Écosse ;
- John Valentine Ellis (1835-1913), journaliste et homme politique ;
- Hal Foster (1892-1982), dessinateur de Prince Vaillant et de Tarzan ;
- Leslie Hope (1965-), actrice ;
- Alexander Keith (1795-1873), homme d'affaires ;
- Nathan MacKinnon (1995-), joueur professionnel de hockey ;
- Brad Marchand (1988-), joueur professionnel de hockey ;
- Sarah McLachlan (1968-), chanteuse et musicienne ;
- Peter North (1957-), acteur pornographique ;
- Craig Olejnik (1979-), acteur ;
- Elliot Page (1987-), acteur ;
- John Sparrow David Thompson (1845-1894), ancien Premier ministre du Canada ;
- Denny Doherty (1940-2007), chanteur des The Mamas & The Papas ;
- Harry Wickwire Foster (1902-1964), général de l'Armée canadienne;
- Edward Joseph McCarthy (1850-1931), archevêque de l'Église catholique;
- Eli Goree (1994-), acteur;
- Lindell Wigginton (1998-), basketteur;
- Nancy Garapick (1961-), nageuse, médaillée olympique;
- Shay Colley (1996-), joueuse de basket professionnelle;